# Leo Bill
Leo Bill (né le 31 août 1980 dans le Warwickshire) est un acteur britannique.

## Filmographie

### Cinéma
- 2001 : Gosford Park : Jim
- 2002 : 28 jours plus tard : soldat Jones
- 2003 : Injection fatale (LD 50 Lethal  Dose) de Simon De Selva : Danny
- 2004 : Vera Drake : Ronny
- 2005 : Kinky Boots : Harry Sampson
- 2006 : The Living and the Dead  : James Brocklebank
- 2006 : The Fall : Darwin
- 2007 : Jane : John Warren
- 2008 : Me and Orson Welles : Norman Lloyd
- 2010 : Alice au pays des merveilles : Hamish
- 2011 : Millénium : Les Hommes qui n'aimaient pas les femmes : Trinity
- 2014 : Up and Down : Dr Stephens
- 2014 : Mr. Turner : JE Mayall
- 2016 : Alice de l'autre côté du miroir : Hamish
- 2018 : Peterloo de Mike Leigh : John Tyas
- 2021 : Cruella de Craig Gillespie : Le professeur d'école

### Télévision
- 2003 : Inspecteur Barnaby (série télévisée, saison 6 épisode 4) : Darren
- 2003 : MI-5 (série télévisée, saison 2 épisode 8): caporal Eric Woods
- 2005 : Affaires non classées (série télévisée, saison 9 épisodes 5 et 6): Richard
- 2007 : Jekyll (mini-série) : Dave
- 2008 : Raison et Sentiments (mini-série) : Robert Ferrars
- 2010 : Doctor Who (série télévisée, saison 6 épisode de Noël) : le pilote
- 2013 : The Borgias (série télévisée, 3 épisodes) : Cardinal Costanzo
- 2013 : The White Queen (série télévisée, 3 épisodes) : Reginald Bray
- 2022 : Becoming Elizabeth : Henry Gray